# Johann Ketzmann
Johann Ketzmann (* 13. Juli 1487 in Schwabach; † 23. August 1542 in Nürnberg)  war ein deutscher lutherischer Theologe und Pädagoge.

## Leben
Ketzmann schloss sein Studium an der Universität Ingolstadt als Magister ab. Danach wirkte er in der Steiermark und als Kantor im ungarischen Buda unter dem Theologen Simon Grynaeus, der aber erst später in Basel zu Ruhm gelangte.
1517 übernahm Ketzmann vom Humanisten Johannes Cochlaeus das Rektorat der Schule zu St. Lorenz in Nürnberg. Er wurde damit der erste evangelische Rektor und blieb dies bis zu seinem Tod. Unter seinen Schülern waren die Reformatoren Paul Eber und Ulrich Sitzinger.
Ab 1522 wurde Andreas Osiander Pfarrer in St. Lorenz, der 1525 Hauptredner der evangelischen Seite auf dem Nürnberger Religionsgespräch wurde und Ketzmann wurde hierzu als Schreiber tätig.
Bei dem Streit um die Hersbrucker Schulordnung wurde er 1535 vom Rat der Reichsstadt Nürnberg als Gutachter bestellt. Veit Dietrich lud 1541 Ketzmann und Michael Roting zu einem Treffen mit dem Professor Franz Magera aus Patras ein.
Johann Ketzmann war der Onkel des Theologen Petrus Ketzmann, er lebte zuletzt im Katharinenkloster Nürnberg und wurde am 30. August 1542  auf dem Katharinenfriedhof in Nürnberg beigesetzt.